# Nicole Galloway

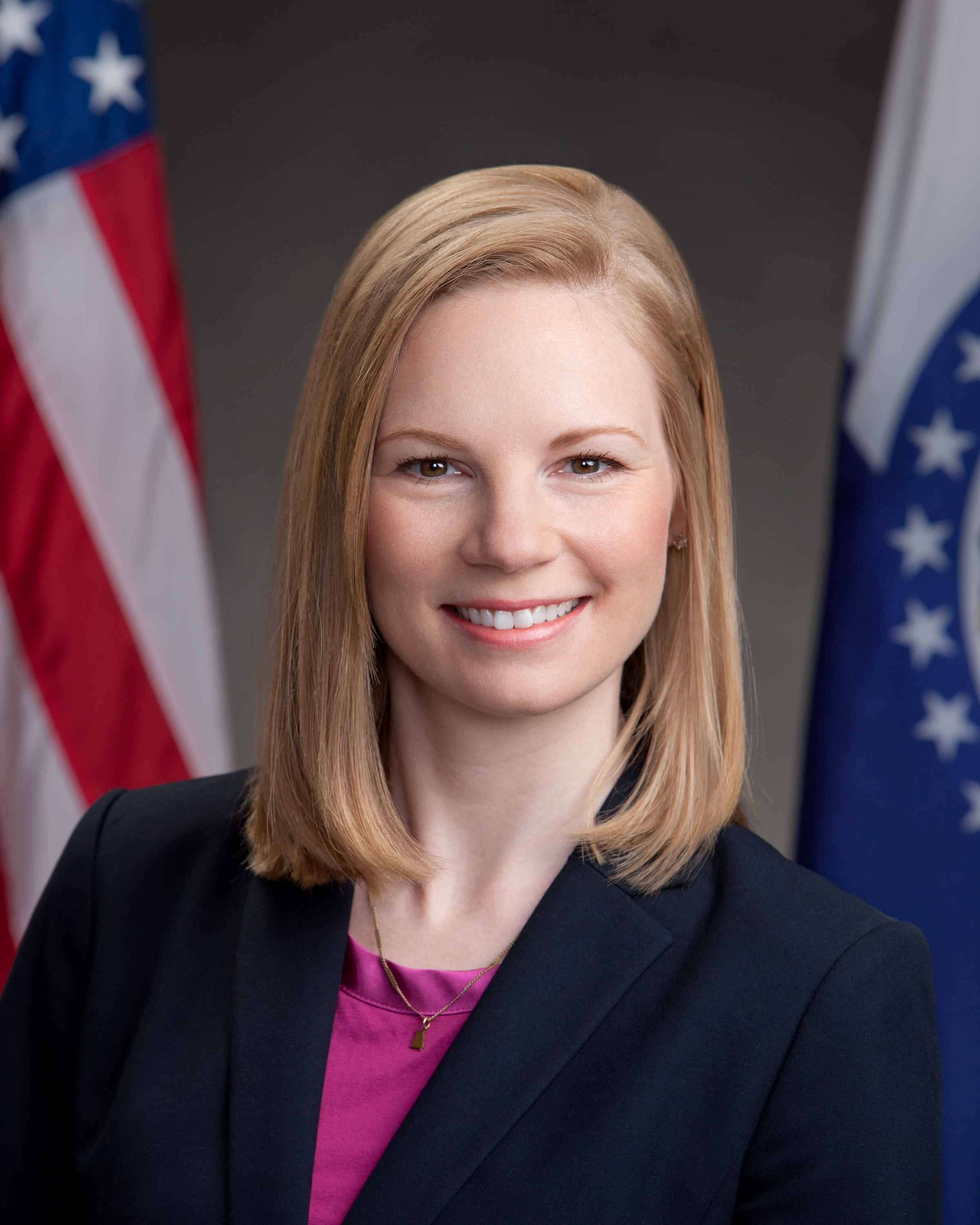
Nicole Galloway (2015)

Nicole Marie Galloway (* 13. Juni 1982 als Nicole Marie Rogge in St. Louis, Missouri) ist eine US-amerikanische Politikerin der Demokratischen Partei. Sie war von 2015 bis 2023 State Auditor (Rechnungsprüferin) des Bundesstaates Missouri und kandidierte 2020 für das Amt des Gouverneurs von Missouri.

## Leben
Galloway wurde am 27. April 2015 nach dem Tod Tom Schweichs von Gouverneur Jay Nixon zur neuen State Auditor von Missouri ernannt. Bei der Wahl zum State Auditor am 6. November 2018 setzte sie sich mit 50,4 Prozent gegen ihre republikanische Gegenkandidatin Saundra McDowell durch, die 44,6 Prozent erreichte. Galloway ist damit bis 2023 gewählte Rechnungsprüferin ihres Heimatbundesstaats.
Sie galt nach der Abwahl Claire McCaskills als Senatorin für Missouri als Zukunftshoffnung der dortigen Demokraten. Am 9. August 2019 kündigte sie an, 2020 gegen Amtsinhaber Mike Parson für das Gouverneursamt in Missouri zu kandidieren. Am 4. August 2020 wurde sie offiziell als Gouverneurskandidatin der Demokraten nominiert. Bei der Hauptwahl am 3. November unterlag sie mit einem Stimmanteil von 40,7 Prozent überraschend deutlich; Mike Parson erhielt 57,1 Prozent. Umfragen waren zuvor von einem knapperen Rennen ausgegangen.
Am 4. Juni 2021 kündigte Galloway an, 2022 nicht für eine Wiederwahl als State Auditor zu kandidieren und sich aus familiären Gründen vorübergehend aus der Politik zurückzuziehen. Zum 9. Januar 2023 übernahm der Republikaner Scott Fitzpatrick das Amt als State Auditor.
Nicole Galloway ist verheiratet, hat drei Kinder und ist in Columbia wohnhaft.